# Proasellus valdensis
Proasellus valdensis és una espècie de crustaci isòpode pertanyent a la família dels asèl·lids.
Fa 8 mm de llargària.
Viu a l'aigua dolça.
Es troba a Europa: França (Saint-Claude, el departament de Jura) i Suïssa.